# Sidiclei de Souza
Sidiclei de Souza (* 13. Mai 1972 in Cascavel), auch bekannt als Sidiclei, ist ein ehemaliger brasilianischer Fußballspieler.

## Karriere
Sidiclei stand von 1990 bis 1997 bei den brasilianischen Vereinen SE Matsubara und Athletico Paranaense unter Vertrag. Im Jahr 1997 unterschrieb er einen Vertrag beim japanischen Zweitligisten Montedio Yamagata. 1999 wechselte er zum Erstligisten Kyōto Purple Sanga, 2000 spielte er beim Zweitligisten Ōita Trinita. 2001 wechselte er für drei Spielzeiten zum Erstligisten Vissel Kōbe, absolvierte 85 Erstligaspiele und erzielte 12 Tore. 2004 wechselte er zum Ligakonkurrenten Gamba Osaka. Mit dem Verein wurde er 2005 japanischer Meister. 2006 erreichte er das Finale des Kaiserpokals. 2007 gewann er mit dem Verein den Ligapokal. Für Gamba Osaka absolvierte er insgesamt 122 Erstligaspiele. Von 2008 bis 2009 war er bei Kyōto Sanga unter Vertrag. 2010 kehrte er nach Brasilien zurück. Hier spielte er bis 2011 für Cascavel CR, Marcílio Dias und EC Águia Negra. 2011 beendete er seine Karriere als Fußballspieler.

## Erfolge
Gamba Osaka
- Japanischer Meister: 2005
- Japanischer Ligapokalsieger: 2007